# Svijanský Újezd
Svijanský Újezd é uma comuna checa localizada na região de Liberec, distrito de Liberec‎.